# 下海廟
下海廟，俗稱夏海廟、義王廟，位於上海虹口區东南部的昆明路73號（提篮桥地段），名稱來源自下海浦。据称“提篮桥”地名的来历，与来此庙烧香的妇女多手挎放供品的提篮有关。

## 歷史
下海廟始建於清代乾隆年間，是為佛教活動場所，建築面積約為1800多平方米，分為三殿，前殿為大雄寶殿，供奉釋迦牟尼佛、觀音，地藏菩薩。後殿供奉西方三聖、千手觀音等。東殿供奉天妃娘娘等。第二次中日戰爭初期，下海庙被日军的炮火焚毁。1941年後下海廟重新修建。1990年，上海市佛教协会再次計劃修复下海庙，將其恢复为佛教活动场所。修復後的下海廟於1992年1月30日正式开放。

## 外部參考
- http://www.17u.com/blog/article/10014.html（页面存档备份，存于）